# Baron Hampton

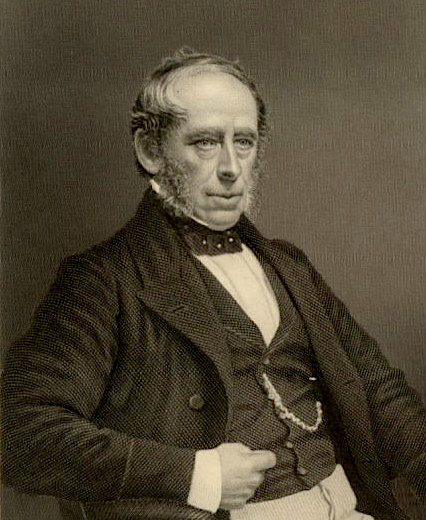
John Pakington, 1. Baron Hampton

Baron Hampton, of Hampton Lovett and of Westwood in the County of Worcester, ist ein erblicher britischer Adelstitel in der Peerage of the United Kingdom.

## Verleihung
Der Titel wurde am 6. März 1874 für John Somerset Pakington, 1. Baronet, geschaffen. Dieser war ein konservativer Unterhausabgeordneter, der in der zweiten Hälfte des 19. Jahrhunderts mehrfach Minister in konservativen Regierungen war. Besondere Tätigkeitsschwerpunkte waren die militärischen Ministerien (Kriegs- und Marineministerium).

## Nachgeordnete Titel
Der erste Baron war bereits am 13. Juli 1846 zum Baronet, of Westwood Park in the County of Worcester, erhoben worden. Dieser Titel, der zur Baronetage of the United Kingdom gehört, ruhte von 2003 bis 2014, bis der jetzige Baron seine Sukzession nachgewiesen hatte.

## Liste der Barone Hampton (1874)
- John Somerset Pakington, 1. Baron Hampton (1799–1880)
- John Slaney Pakington, 2. Baron Hampton (1826–1893)
- Herbert Perrott Murray Pakington, 3. Baron Hampton (1848–1906)
- Herbert Stuart Pakington, 4. Baron Hampton (1883–1962)
- Humphrey Arthur Pakington, 5. Baron Hampton (1888–1974)
- Richard Humphrey Russell Pakington, 6. Baron Hampton (1925–2003)
- John Humphrey Arnott Pakington, 7. Baron Hampton  (* 1964)

Titelerbe (Heir Apparent) ist der Sohn des aktuellen Titelinhabers, Hon. Charles Richard Caldato Pakington (* 2005).